# Absolutkonvergens
Absolutkonvergens är en definition inom matematisk analys, angående seriers konvergens. En serie (en oändlig summa) {\displaystyle \sum _{n=0}^{\infty }a_{n}} definieras som absolutkonvergent om serien av absolutbeloppet av termerna {\displaystyle a_{n}} konvergerar, det vill säga om serien {\displaystyle \sum _{n=0}^{\infty }|a_{n}|} är konvergent. Detta är en användbar definition, då serier med negativa termer analyseras, eftersom många satser gällande konvergens av serier endast gäller för icke-negativa serier.
Det går att visa att om en serie är absolutkonvergent är den även konvergent. Det omvända gäller dock inte nödvändigtvis, utan en serie kan vara konvergent men ej absolutkonvergent och kallas då betingat konvergent.

## Exempel
Serien {\displaystyle \sum _{n=1}^{\infty }{\frac {(-1)^{n}}{n^{2}}}} är konvergent eftersom den är absolutkonvergent, det vill säga {\displaystyle \sum _{n=1}^{\infty }\left|{\frac {(-1)^{n}}{n^{2}}}\right|=\sum _{n=1}^{\infty }\left|{\frac {1}{n^{2}}}\right|=\sum _{n=1}^{\infty }{\frac {1}{n^{2}}}={\frac {\pi ^{2}}{6}}.}
Leibnizserien {\displaystyle \sum _{n=1}^{\infty }{\frac {(-1)^{n}}{n}}} är betingat konvergent, eftersom serien är konvergent medan den harmoniska serien {\displaystyle \sum _{n=1}^{\infty }\left|{\frac {(-1)^{n}}{n}}\right|} är divergent.  

## Bevis för att en absolutkonvergent serie är konvergent
Antag att serien {\displaystyle \sum _{n=0}^{\infty }a_{n}} är absolutkonvergent, vilket betyder att serien {\displaystyle \sum _{n=0}^{\infty }\left|a_{n}\right|} är konvergent och att {\displaystyle a_{n}} är reella tal, {\displaystyle a_{n}\in \mathbb {R} }. Vi kan göra omskrivningen: {\displaystyle a_{n}=(a_{n}+\left|a_{n}\right|)-\left|a_{n}\right|}. Då {\displaystyle 0\leq a_{n}+\left|a_{n}\right|\leq 2\left|a_{n}\right|}, gäller att {\displaystyle \sum _{n=0}^{\infty }a_{n}+\left|a_{n}\right|\leq 2\sum _{n=0}^{\infty }\left|a_{n}\right|}. Eftersom båda serierna är icke-negativa, och den större serien är konvergent enligt antagandet, så konvergerar även den mindre serien enligt jämförelsekriteriet. Differensen mellan de k:te termerna i de två serierna är då antingen {\displaystyle 0} eller {\displaystyle a_{n}}. Detta innebär: {\displaystyle \sum _{n=0}^{\infty }((a_{n}+\left|a_{n}\right|)-\left|a_{n}\right|)=\sum _{n=0}^{\infty }a_{n}}, vilken därför måste konvergera, eftersom den är en differens av två konvergenta serier.
Detta kan även visas då termerna {\displaystyle a_{n}} är komplexa tal, {\displaystyle a_{n}=b_{n}+ic_{n},\;a_{n}\in \mathbb {C} }. Då gäller att {\displaystyle \left|b_{n}\right|\leq \left|a_{n}\right|} och att {\displaystyle \left|c_{n}\right|\leq \left|a_{n}\right|}. Som tidigare innebär detta att serierna {\displaystyle \sum _{n=0}^{\infty }b_{n}} och {\displaystyle \sum _{n=0}^{\infty }c_{n}} är absolutkonvergenta, enligt jämförelsekriteriet. Dessa är då även konvergenta, enligt resonemanget ovan, vilket betyder att serien {\displaystyle \sum _{n=0}^{\infty }a_{n}} också är konvergent. Detta eftersom serien kan skrivas som en summa av två konvergenta serier: {\displaystyle \sum _{n=0}^{\infty }a_{n}=\sum _{n=0}^{\infty }b_{n}+i\sum _{n=0}^{\infty }c_{n}}.